# Кркља
Кркља (мкд. Кркља) је насеље у Северној Македонији, у крајње североисточном делу државе. Кркља је у оквиру општине Крива Паланка.

## Географија
Кркља је смештена у крајње североисточном делу Северне Македоније. Од најближег већег града, Куманова, село је удаљено 75 km источно.
Село Кркља се налази у историјској области Славиште. Насеље је положено високо, на северним падинама Осоговских планина, на око 1.000 метара надморске висине.
Месна клима је планинска због знатне надморске висине.

## Становништво
Кркља је према последњем попису из 2002. године имала 227 становника. Од тога огромну већину чине етнички Македонци (100%).
Претежна вероисповест месног становништва је православље.